# Рассел Летапі
Рассел Найджел Летапі (англ. Russell Nigel Latapy; нар. 2 серпня 1968, Порт-оф-Спейн, Тринідад і Тобаго) — тринідадський футболіст, півзахисник, відомий за виступами за «Порту», «Академіку», «Фалкірк» і збірну Тринідаду і Тобаго. Учасник Чемпіонату світу 2006 року. З 2007 року працює тренером.
Летапі почав займатися футболом ще в дитинстві. Коли йому було 19 років, він вступив в Міжнародний університет Флориди, де виступав за команду навчального закладу.

## Клубна кар'єра
На початку своєї кар'єри Рассел виступав за місцевий «Юнайтед Петротрін» і ямайський «Портморан Юнайтед».
У 1990 році він перейшов в португальську «Академіку», де протягом чотирьох сезонів виступав у другому португальською дивізіоні. У 1994 році Летапі перейшов в «Порту». З «драконами» він двічі виграв Сангріш-лігу, а також став першим тринідадцем, який зіграв у Лізі чемпіонів.
Влітку 1996 року Рассел підписав угоду з «Боавіштою». 29 жовтня в матчі Кубка УЄФА проти тбіліського «Динамо» він зробив «дубль». У складі нової команди Летапі завоював Кубок Португалії.
У 1998 році Летапі перейшов в шотландський «Гіберніан». Він став одним з ключових футболістів і був удостоєний звання Найкращий футболіст року. Рассел допоміг клубу виграти перший дивізіон Шотландії і вийти в шотландську Прем'єр-лігу. У 2001 році контракт з Летапі був розірваний «Гіберніаном» за порушення режиму, Рассел разом зі своїм партнером по збірній Двайтом Йорком влаштували масштабну вечірку.
У 2001 році Летапі підписав контракт з «Рейнджерс». У клубі він не зміг витримати конкуренції, навіть, коли на зміну Діку Адвокату, прийшов колишній тренер Рассела в «Гіберниане» Алекс Макліш. У складі «рейнджерів» він завоював Кубок ліги.
У 2003 році Летапі покинув клуб і залишок сезону дограв в «Данді Юнайтед». Новою командою Рассела став «Фалкірк». Незважаючи на солідний вік з новим клубом він пережив другу молодість, завоювавши Шотландський кубок виклику і допоміг колективу вийти в Прем'єр-лігу. У 2007 році Летапі став граючим тренером. 28 жовтня 2008 року Рассел введений в Залу слави «Фалкірка». Після закінчення сезону він повернувся на батьківщину, де рік виступав за «Каледонію».
У 2011 році Летапі повернувся до Шотландії, де намагався реанімувати кар'єру у складі клубу «Единбург», але не зігравши жодного матчу, вирішив зосередитися на тренерській діяльності.

## Міжнародна кар'єра
30 жовтня 1988 року в матчі відбіркового турніру чемпіонату світу 1990 року проти збірної Гонудрасу Летапі дебютував за збірну Тринідаду і Тобаго.
У 1991 році у складі національної команди Рассел взяв участь у розіграші Золотого кубка КОНКАКАФ. На турнірі він зіграв у трьох матчах проти збірних Коста-Рики, Гватемали і США.
У 1996 році Лэтапи вдруге зіграв на турнірі. Він взяв участь у поєдинках проти США і зробив «дубль» у матчі проти Сальвадору.
У 2000 році Летапі втретє виступив у розіграші Золотого кубка КОНКАКАФ. На турнірі він зіграв проти Мексики, Коста-Рики, Канади і вразив ворота в матчі проти Гватемали.
У 2005 році після чотирьох років перерви, на прохання друга Рассела Двайта Йорка, Летапі знову почали викликати в збірну. Він допоміг національній команді вперше в історії пробитися на чемпіонат світу 2006 року в Німеччині. На турнірі він зіграв у матчі проти збірної Парагваю.

## Тренерська кар'єра
Протягом деякого часу Рассел Летапі був граючим тренером шотландського «Фалкірка» і збірної Тринідаду і Тобаго. З 2009 по 2011 рік очолював національну команду. Під його керівництвом «соку воріорз» не зуміла пробитися на чемпіонат світу в ПАР.
У 2014 році увійшов до тренерського штабу шотландського клубу «Інвернесс Каледоніан Тісл».

## Досягнення
Тринідад і Тобаго
- Бронзовий призер Чемпіонату націй КОНКАКАФ: 1989
- Переможець Карибського кубка: 1992, 1996

 «Порту»
- Чемпіон Португалії: 1994/95, 1995/96
- Володар Суперкубка Португалії: 1994

 «Боавішта»
- Володар Кубка Португалії: 1996/97
- Володар Суперкубка Португалії: 1997

 «Рейнджерс»
- Володар Кубка ліги: 2001/02

 «Фолкерк»
- Володар Кубка виклику: 2004/05